# Oresitrophe rupifraga
Oresitrophe rupifraga är en stenbräckeväxtart som beskrevs av Aleksandr Andrejevitj Bunge. Oresitrophe rupifraga ingår i släktet Oresitrophe och familjen stenbräckeväxter. Inga underarter finns listade i Catalogue of Life.